# Carro armato medio

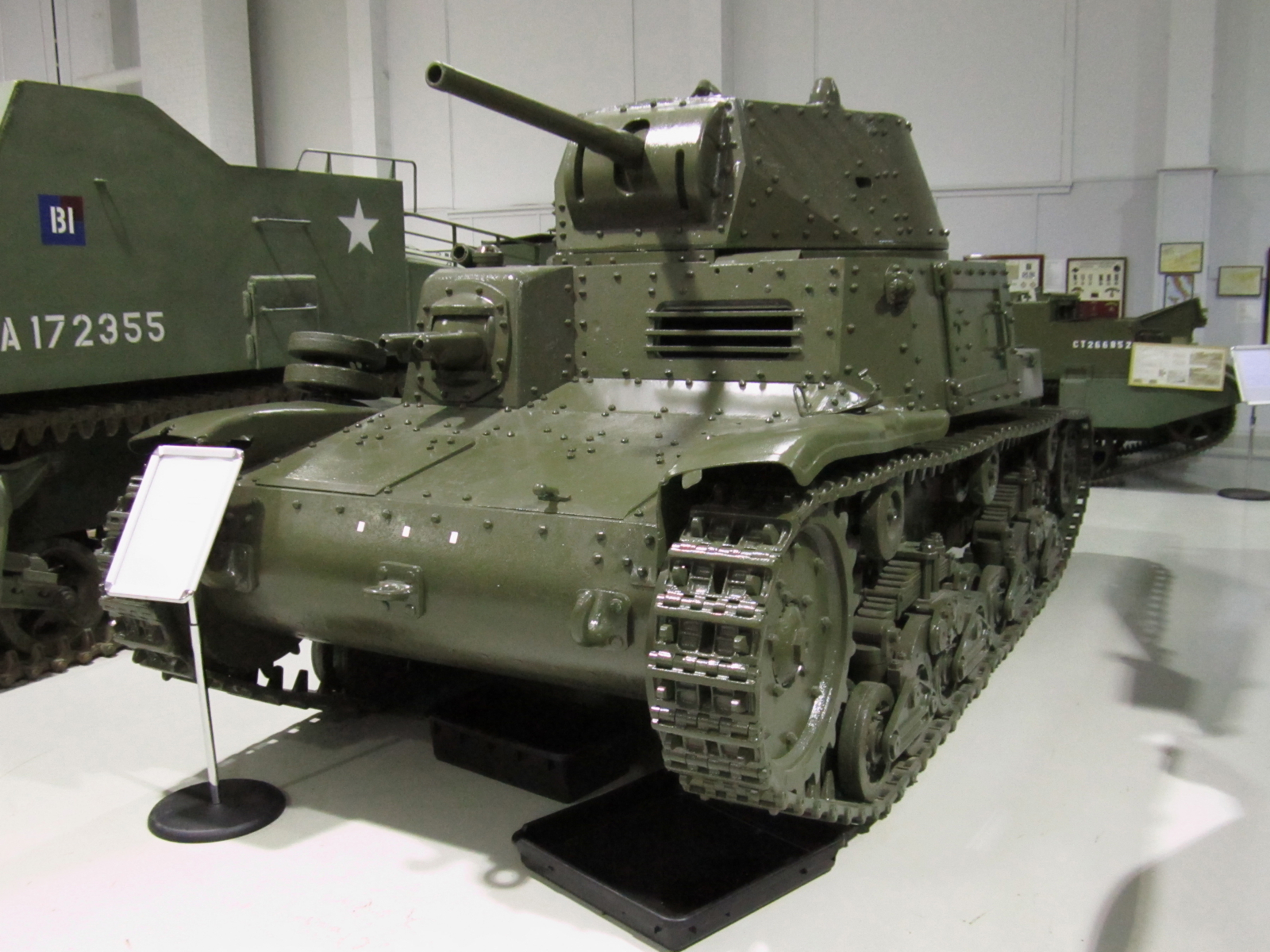
L'M13/40, carro armato medio italiano durante la seconda guerra mondiale.

I carri armati medi sono una tipologia di carri armati dotati di una corazzatura, armamento e dimensioni intermedie tra i carri armati leggeri e i carri armati pesanti. Il concetto di carro medio è stato ormai surclassato dai carri da combattimento.

## Storia
Il concetto di carro medio fu introdotto durante la prima guerra mondiale, ad esempio con il britannico Medium Mark A Whippet.
La dottrina d'impiego del carro medio risale al periodo interbellico. Il loro utilizzo ebbe una maggior durata rispetto ai carri armati pesanti e superpesanti, ma fu infine superato dall'introduzione su larga scala dei carri da combattimento.

### Guerre mondiali

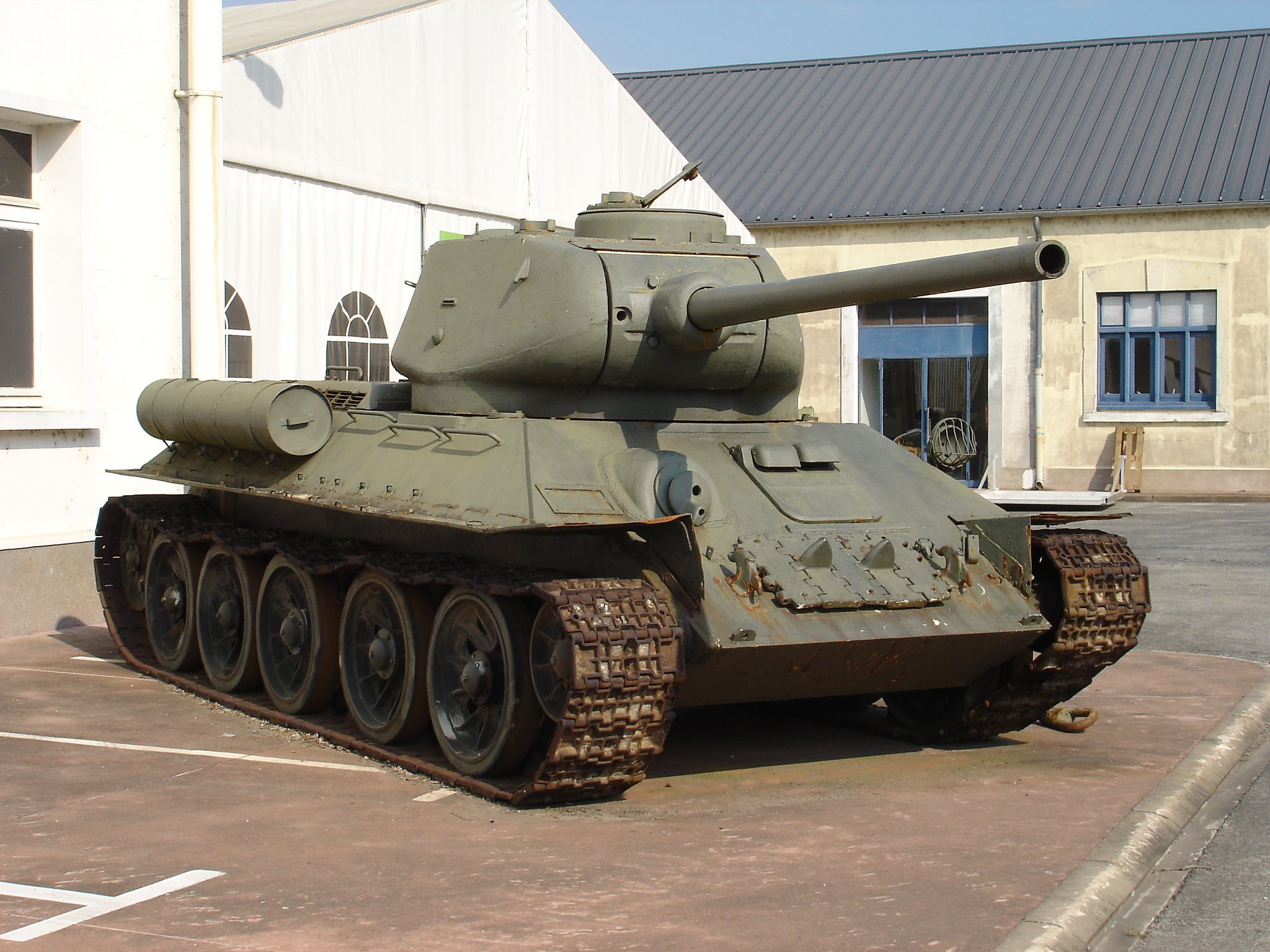
Un T-34/85, ultima versione del T-34 sovietico

I carri medi del periodo interbellico inclusero l'inglese Medium Mk II e il mezzo politorretta russo T-28. Nel periodo antecedente alla seconda guerra mondiale il Regno Unito smise di usare il termine medio per riferirsi ai carri, in quanto erano nati i concetti di carro armato incrociatore e di carro armato per fanteria, che separavano i carri armati a seconda dell'utilizzo.
I carri medi potevano avere sia un ruolo maggiormente anti-fanteria (come i Panzer IV a canna corta, e l'M4 Sherman della seconda guerra mondiale), che anticarro, montanti un cannone ad alta velocità (come lo Sherman Firefly, variante dell'M4). I carri da cavalleria (un nome alternativo per cruiser tank) francesi, come il francese SOMUA S35 avevano un ulteriore investimento nella velocità del mezzo, oltre che sull'armamento e la corazzatura, ed erano concettualmente simili ai carri medi di altri paesi. Il carro medio si adattava bena alle tattiche di guerra lampo, in cui i carri e la fanteria motorizzata si supportavano a vicenda.
Quando i progettisti di carri russi stavano cercando un successore per la serie BT, combinarono la sua mobilità con un'armatura spessa ed inclinata ed un cannone ad alta velocità da 76 mm. Il risultato fu il T-34, le cui qualità stupirono i tedeschi durante l’invasione dell'Unione Sovietica.
Sia l'URSS che gli Stati Uniti d'America beneficiarono della loro abilità di produrre carri medi molto bilanciati nelle aree chiave di mobilità, armatura e potenza di fuoco in massa, producendoli in grande numero. Alla la fine della guerra erano stati prodotti oltre 84 070 T-34 e 49 230 Sherman.

## Ruolo

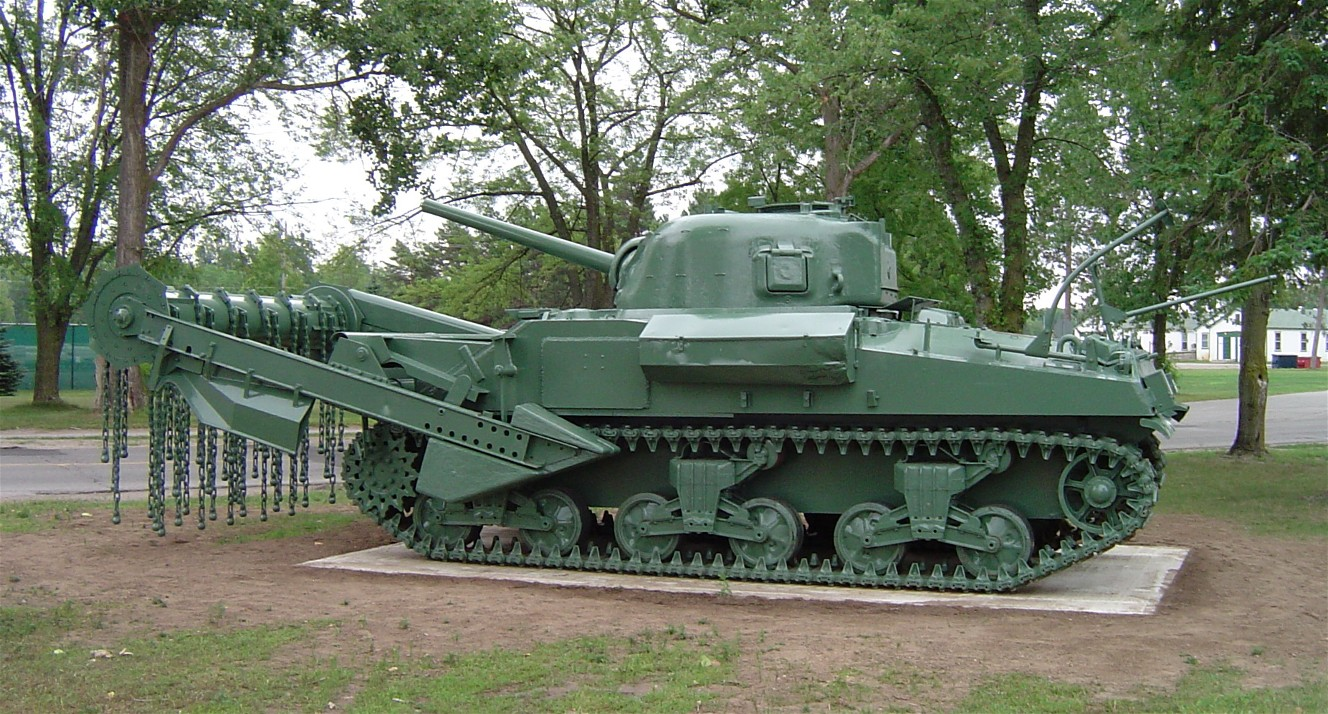
Uno Sherman M4 dotato di sistema antimina a catena Crab.

Data le loro caratteristiche medie, né troppo leggere né troppo pesanti, questi carri potevano essere facilmente adattati a una molteplicità di ruoli, basti vedere le varianti specializzate dell'M4 Sherman, ad esempio anticarro, obice, antimina, lanciarazzi ed altri.